# Банников Микола Васильович
Микола Васильович Банников (нар. 10 травня 1914, станція Челкар, тепер місто Шалкар Актюбінської області, Республіка Казахстан — 10 грудня 2014, місто Москва) — радянський державний діяч, 1-й секретар Іркутського обласного комітету КПРС, 1-й секретар Карагандинського обласного комітету КП Казахстану, 1-й секретар Куйбишевського міського комітету КПРС. Кандидат у члени ЦК КПРС у 1966—1968 роках. Член ЦК КПРС у 1968—1986 роках. Депутат Верховної ради Російської РФСР 5-го скликання. Депутат Верховної ради Казахської РСР 6-го скликання. Депутат Верховної Ради СРСР 7—10-го скликань.

## Життєпис
Народився в родині робітника-залізничника.
У 1937 році закінчив Куйбишевський індустріальний інститут, інженер-металург.
У 1937—1944 роках — механік, начальник цеху, головний механік, заступник директора військового хімічного заводу № 102 міста Чапаєвська Куйбишевської області.
Член ВКП(б) з 1940 року.
У 1944—1945 роках — партійний організатор ЦК ВКП(б) військового хімічного заводу № 102 міста Чапаєвська Куйбишевської області.
У 1945—1946 роках — заступник секретаря Куйбишевського обласного комітету ВКП(б), завідувач відділу оборонної промисловості Куйбишевського обласного комітету ВКП(б).
У 1946 — грудні 1948 року — 1-й секретар Кіровського районного комітету ВКП(б) міста Куйбишева.
У 1948—1952 роках — завідувач відділу легкої промисловості, в 1952—1953 роках — завідувач відділу машинобудування, в 1953—1954 роках — завідувач промислово-транспортного відділу, в 1954—1955 роках — завідувач відділу будівництва і будівельних матеріалів Куйбишевського обласного комітету КПРС.
У 1955—1959 роках — 1-й секретар Куйбишевського міського комітету КПРС.
У 1959 — січні 1963 року — 2-й секретар Карагандинського обласного комітету КП Казахстану.
У січні 1963 — грудні 1964 року — 1-й секретар Карагандинського промислового обласного комітету КП Казахстану.
У грудні 1964 — 19 лютого 1968 року — 1-й секретар Карагандинського обласного комітету КП Казахстану.
17 лютого 1968 — 28 березня 1983 року — 1-й секретар Іркутського обласного комітету КПРС.
З березня 1983 року — персональний пенсіонер союзного значення в Москві.
Помер 10 грудня 2004 року. Похований в Москві на Троєкуровському цвинтарі.

## Нагороди і звання
- три ордени Леніна
- два ордени Трудового Червоного Прапора
- орден «Знак Пошани»
- орден Червоного Прапора (Монголія)
- медаль «За доблесну працю у Великій Вітчизняній війні 1941—1945 рр.»
- медаль «За доблесну працю. В ознаменування 100-річчя з дня народження Володимира Ілліча Леніна»
- медаль «За будівництво Байкало-Амурської магістралі»
- медалі